# Sollevamento pesi ai Giochi della XVIII Olimpiade - Pesi massimi-leggeri
La competizione della categoria pesi massimi-leggeri	 (fino a 82,5 kg) di sollevamento pesi ai Giochi della XVIII Olimpiade si è svolta il giorno 16 ottobre 1964 alla Shibuya Kōkaidō di Tokyo.

## Regolamento
La classifica era ottenuta con la somma delle migliori alzate delle seguenti 3 prove:
- Distensione lenta
- Strappo
- Slancio

Su ogni prova ogni concorrente aveva diritto a tre alzate.

## Risultati
| Pos.    | Atleta                | Nazione          | Peso Atleta | Totale | Distensione lenta | Distensione lenta | Distensione lenta | Strappo | Strappo | Strappo | Slancio | Slancio | Slancio |
| Pos.    | Atleta                | Nazione          | Peso Atleta | Totale | 1                 | 2                 | 3                 | 1       | 2       | 3       | 1       | 2       | 3       |
| ------- | --------------------- | ---------------- | ----------- | ------ | ----------------- | ----------------- | ----------------- | ------- | ------- | ------- | ------- | ------- | ------- |
| Oro     | Rudol'f Pljukfel'der  | Unione Sovietica | 81,80       | 475,0  | 150,0             | 155,0             | 155,0             | 135,0   | 140,0   | 142,5   | 172,5   | 180,0   | 182,5   |
| Argento | Géza Tóth             | Ungheria         | 81,80       | 467,5  | 140,0             | 145,0             | 145,0             | 137,5   | 142,5   | 142,5   | 175,0   | 185,0   | 185,0   |
| Bronzo  | Győző Veres           | Ungheria         | 82,35       | 467,5  | 150,0             | 150,0             | 155,0             | 130,0   | 135,0   | 137,5   | 177,5   | 187,5   | 187,5   |
| 4       | Jerzy Kaczkowski      | Polonia          | 82,05       | 457,5  | 145,0             | 150,0             | 150,0             | 130,0   | 135,0   | 135,0   | 170,0   | 170,0   | 177,5   |
| 5       | Gary Cleveland        | Stati Uniti      | 81,75       | 455,0  | 145,0             | 150,0             | 152,5             | 130,0   | 135,0   | 137,5   | 167,5   | 172,5   | 172,5   |
| 6       | Lee Hyeong-U          | Corea del Sud    | 82,50       | 452,5  | 140,0             | 145,0             | 147,5             | 127,5   | 132,5   | 132,5   | 170,0   | 175,0   | 180,0   |
| 7       | Kaarlo Kangasniemi    | Finlandia        | 82,30       | 450,0  | 142,5             | 147,5             | 150,0             | 130,0   | 135,0   | 137,5   | 160,0   | 165,0   | 170,0   |
| 8       | Karl Arnold           | Germania         | 80,55       | 440,0  | 140,0             | 140,0             | 145,0             | 125,0   | 130,0   | 132,5   | 160,0   | 165,0   | 167,5   |
| 9       | Jaakko Kailajärvi     | Finlandia        | 82,25       | 435,0  | 125,0             | 125,0             | 127,5             | 135,0   | 140,0   | 140,0   | 170,0   | 175,0   | 175,0   |
| 10      | Sylvanus Blackman     | Gran Bretagna    | 82,35       | 427,5  | 130,0             | 137,5             | 137,5             | 120,0   | 125,0   | 127,5   | 155,0   | 165,0   | 170,0   |
| 11      | Stancho Penchev       | Bulgaria         | 80,50       | 425,0  | 135,0             | 135,0             | 140,0             | 125,0   | 130,0   | 130,0   | 160,0   | 165,0   | 165,0   |
| 12      | Reza Estaki           | Iran             | 82,30       | 420,0  | 120,0             | 125,0             | 125,0             | 127,5   | 132,5   | 135,0   | 160,0   | 167,5   | 170,0   |
| 13      | Amer El-Hanafi        | Rep. Araba Unita | 81,60       | 417,5  | 130,0             | 135,0             | 137,5             | 117,5   | 122,5   | 127,5   | 155,0   | 160,0   | 165,0   |
| 14      | Fortunato Rijna       | Antille Olandesi | 81,55       | 410,0  | 127,5             | 132,5             | 132,5             | 112,5   | 117,5   | 122,5   | 155,0   | 160,0   | 165,0   |
| 15      | George Manners        | Gran Bretagna    | 81,70       | 410,0  | 125,0             | 130,0             | 130,0             | 122,5   | 127,5   | 127,5   | 155,0   | 162,5   | 170,0   |
| 16      | Rene Battaglia        | Monaco           | 79,30       | 407,5  | 120,0             | 125,0             | 127,5             | 110,0   | 115,0   | 117,5   | 155,0   | 160,0   | 165,0   |
| 17      | George Vakakis        | Australia        | 80,05       | 405,0  | 122,5             | 122,5             | 127,5             | 117,5   | 122,5   | 125,0   | 152,5   | 160,0   | 160,0   |
| 18      | Gerhard Hastik        | Austria          | 81,50       | 397,5  | 125,0             | 130,0             | 132,5             | 115,0   | 120,0   | 120,0   | 152,5   | 152,5   | 157,5   |
| 19      | Artemio Rocamora      | Filippine        | 81,00       | 390,0  | 115,0             | 122,5             | 122,5             | 110,0   | 115,0   | 115,0   | 147,5   | 152,5   | 157,5   |
| 20      | Mustapha Adnane       | Marocco          | 81,45       | 390,0  | 120,0             | 125,0             | 130,0             | 105,0   | 110,0   | 115,0   | 145,0   | 150,0   | 155,0   |
| 21      | Cheng Cheng-Chung     | Taiwan           | 81,15       | 385,0  | 115,0             | 122,5             | 122,5             | 112,5   | 117,5   | 120,0   | 145,0   | 150,0   | 150,0   |
| -       | Lim Hiang Kok         | Malaysia         | 81,00       | -      | 122,5             | 122,5             | 122,5             | -       | -       | -       | -       | -       | -       |
| -       | Martin Jose Eguiguren | Argentina        | 82,00       | -      | 110,0             | 110,0             | 115,0             | 110,0   | 110,0   | 110,0   | -       | -       | -       |
| -       | Marcel Paterni        | Francia          | 81,65       | -      | 142,5             | 147,5             | 147,5             | 127,5   | 132,5   | 135,0   | 167,5   | 167,5   | 167,5   |